# Afeleia
En la mitología griega, Afeleia (griego antiguo: Ἀφέλεια) era el espíritu y la personificación de la facilidad, simplicidad y primitivamente, en el buen sentido, de "los buenos tiempos". Según Eustacio tenía un altar en la Acrópolis de Atenas y era honrada como una de las niñeras de Atenea.